# Paphiopedilum intaniae
Paphiopedilum intaniae är en orkidéart som beskrevs av William Cavestro. Paphiopedilum intaniae ingår i släktet Paphiopedilum och familjen orkidéer.
Artens utbredningsområde är Sulawesi. Inga underarter finns listade i Catalogue of Life.